# یوریکا (تگزاس)
یوریکا، تگزاس (به انگلیسی: Eureka, Texas) یک شهر در ایالات متحده آمریکا با جمعیت ۳۴۰ نفر است که در شهرستان ناوارو، تگزاس واقع شده‌است.

## موقعیت جغرافیایی
موقعیت جغرافیایی شهرها و مناطق اطراف به شرح زیر است: